# Manzanedillo
Manzanedillo es una localidad del municipio burgalés de Valle de Manzanedo, en la Comunidad Autónoma de Castilla y León (España).

## Localidades limítrofes
Confina con las siguientes localidades:
- Al norte con Manzanedo.
- Al este con Argés.
- Al suroeste con Tudanca y Vallejo de Manzanedo.
- Al oeste con Cidad de Ebro.

## Demografía
Evolución de la población
| Gráfica de evolución demográfica de Manzanedillo entre 2000 y 2017 |
|                                                                    |
| Población de derecho (2000-2017) según el padrón municipal del INE |

## Historia
Así se describe a Manzanedillo en el tomo XI del Diccionario geográfico-estadístico-histórico de España y sus posesiones de Ultramar, obra impulsada por Pascual Madoz a mediados del siglo XIX:

Lugar en la provincia, diócesis, audiencia territorial y capitanía general de Burgos (12 leguas), partido judicial de Villarcayo (2 ½) y ayuntamiento del valle de Manzanedo (1/4). Situado en un llano, a distancia de unos 100 pasos del río Ebro, teniendo al S una elevada cuesta, por donde se sube a Ahedo del Butrón; el clima es frío, le combaten todos los vientos, y las enfermedades más comunes son los dolores de costado y catarrales. Consta de 10 casas de mediana construcción, una iglesia parroquial (San Miguel Arcángel), que tiene agregada la granja de Retuerto, servido su culto por un cura párroco de provisión del ordinario, y finalmente un cementerio tocante a dicha iglesia; los vecinos se surten para beber y demás usos de las aguas del río Ebro, las cuales son buenas y delgadas. Confina el término N granjas de Rioseco; E Ahedo del Butrón; S Tudanca, y O Cidad de Ebro; todo el término es comunero con el pueblo de Manzanedo. El terreno es secano y de mediana calidad, bañándole el citado río Ebro; hay muchas canteras de piedra que no se utilizan, y un monte poblado de pocos robles y encinas, y bastantes carrascas. Caminos: los de pueblo a pueblo. Correos: la correspondencia se recibe en Villarcayo por los mismos interesados. Producciones: trigo, cebada, centeno, maíz y legumbres; ganado lanar, cabrío y de cerda; caza de liebres, perdices y codornices; y pesca de truchas, anguilas, barbos y otros peces. Industria: la agrícola. Población: 7 vecinos, 26 almas. Capital productivo: 85.300 reales. Imponible: 8.359.
Diccionario geográfico-estadístico-histórico de España y sus posesiones de Ultramar